# HMS Ambush (S120)
El HMS Ambush es un submarino de la flota nuclear de clase Astute de la Royal Navy, el segundo barco de su clase. Ambush es el tercer buque y el segundo submarino que lleva el nombre en el servicio Royal Naval. Se ordenó en 1997, se estableció en 2003 y se encargó en 2013.

## Diseño

### Propulsión
El reactor nuclear de Ambush no necesitará repostar durante los 25 años de servicio del barco. Dado que el submarino puede purificar el agua y el aire, podrá circunnavegar el planeta sin reaparecer. El límite principal es que el submarino solo podrá transportar alimentos para tres meses para 98 oficiales y marineros.

## Armas
Emboscada tiene provisión para hasta 38 armas en seis tubos de torpedo de 21 pulgadas (533 mm). El submarino es capaz de utilizar misiles de ataque terrestre Tomahawk Block IV con un alcance de 1.000 millas (1.600 kilómetros) [9] y torpedos de peso pesado Spearfish.

## Construcción y puesta en servicio
Ambush se ordenó a Marconi Marine de GEC (ahora BAE Systems Submarine Solutions) el 17 de marzo de 1997. Fue depositada en Barrow-in-Furness el 22 de octubre de 2003, [10] oficialmente nombrado el 16 de diciembre de 2010, lanzado el 6 de enero de 2011, [1] completó su prueba de buceo inicial el 30 de septiembre de 2011, [12] y partió de Barrow para las pruebas en el mar el 15 de septiembre de 2012. [13] Ambush se encargó en una ceremonia en la base naval de HM Clyde el 1 de marzo de 2013.

## Historia operacional
Ambush estaba programado para realizar sus operaciones inaugurales en algún momento de 2014 . Ella ya ha realizado ensayos, vinculándose con RFA Diligence. [16] También ha realizado pruebas de torpedos y misiles de crucero Tomahawk, y los primeros indicios muestran que tuvieron éxito. Emboscada navegó hasta Brasil en 2014 y también hizo escala en Puerto Cañaveral. En abril de 2015, Ambush participó en el Ejercicio Joint Warrior, el ejercicio militar más grande realizado en Europa, junto con otros 55 buques de la OTAN [20]. Además participó en el ejercicio Dynamic Manta 15.
El 20 de julio de 2016, mientras salía a la superficie en un ejercicio en el Estrecho de Gibraltar, Ambush chocó con el buque mercante de bandera panameña Andreas, y sufrió daños significativos en la parte superior de su torre de mando, donde se encuentran algunos de sus equipos de sonar. Se informó que ningún miembro de la tripulación resultó herido durante la colisión y que la sección del reactor nuclear del submarino permaneció completamente intacta. Las reparaciones costaron £ 2,1 millones y el comandante, que estaba entrenando a un grupo de estudiantes en ese momento, fue condenado a perder un año de antigüedad por arriesgar negligentemente el barco.